# Inventaire des conflits et environnement
L'inventaire des conflits et de l'environnement (ICE) est un projet initié par Jim Lee, School of International Service (SIS) à l'Université américaine de Washington, DC . Il a également beaucoup écrit sur l'environnement et les conflits, y compris le livre "Hot and guerres froides". Le projet ICE utilise des études de cas et des applications informatiques dans la recherche sur les relations internationales. Les cas peuvent être recherchés à l'aide d'un outil de recherche de motifs. ICE établit une perspective dans laquelle des données désagrégées sont combinées avec des informations géographiques dans l'étude des conflits.
Les études de cas ICE sont des ensembles de projets de recherche catégoriques destinés à stimuler la recherche dans des domaines spécifiques de différend international. Les cas ICE sont liés au projet de base de données sur le commerce et l'environnement (TED). Depuis 1991, les projets TED et ICE ont produit une série de projets d'études de cas. ICE a environ 300 cas. Parmi les utilisations pratiques de ces études de cas, l'ICE fournit des informations sur les réfugiés environnementaux, les dimensions des conflits, les pays impliqués et les questions connexes. Les études de cas de l'ICE ont été intéressantes à la fois dans les domaines de la recherche et des politiques. Les cas ICE peuvent être trouvés ICI.
Les conflits et l'environnement sont des problèmes modernes et séculaires et les cas représentent ce continuum d'impact. L'histoire des conflits et de l'environnement remonte à plusieurs milliers d'années. À l'origine de ces cas se trouvent le contrôle des ressources et les migrations des peuples. Ces deux facteurs resteront au cœur des cas de conflits environnementaux, aujourd'hui et à l'avenir.

## ICE Cases et le moteur de recherche ICE
Le projet ICE est un moteur de recherche évolutif et un outil pour regarder les conflits internationaux dans le contexte des événements et dans des contextes de typologies similaires et/ou différentes. C'est aussi un outil de création de scénarios pour l'analyse de nouveaux cas . Plusieurs chercheurs, étudiants et universités ont participé au projet ICE. C'est le produit de la fusion d'approches dans les domaines distincts des études de l'environnement et des conflits.

Le système ICE identifie les éléments de conflit comme des aspects d'un scénario analysé. À l'aide de l'ICE, l'évaluation d'un événement ou d'une série d'événements spécifiques facilite la prise en compte d'un éventail de facteurs. Ces facteurs comprennent plusieurs types d'informations, notamment des informations générales, environnementales, de conflit et de décision. Ceux-ci sont représentés par une série d'indicateurs regroupés en panier de catégories. Ces facteurs sont également des éléments consultables sur le moteur de recherche.
| Indicateurs environnementaux 1. Continent 2. Région 3. Pays 4. Habitat 5. Problème d'environnement 6. Périmètre | Indicateurs de conflits 1. Déclencheur 2. Type 3. Résultat 4. Niveau de conflit 5. Période de temps 6. Durée |  |

Le moteur de recherche ICE "inférentiel" offre un système de correspondance de modèles et un composant de pondération supplémentaire pour l'évaluation et l'analyse du chercheur. L' outil Ice Search and Create Scenario Tool est une version améliorée avec plus d'options utilisateur. Le SST permet à l'utilisateur d'imaginer de nouveaux cas, de saisir des attributs pertinents et de voir comment il se compare aux autres cas ICE. Ces scénarios sont accompagnés d'une simple analyse de cas automatisé et peuvent être enregistrés ou les résultats téléchargés.

## Remarques
1. ↑  Inventory of Conflict and Environment (ICE), Mandala projects
2. ↑  Lee James R., Climate change and armed conflict : hot and cold wars, Routledge, 1er janvier 2009 (ISBN 9780415778695, OCLC 459789656)
3. ↑  Franzel, Joshua et al. "Inventory Building and Utilization with Information Technologies: The Use of Database and Pattern Matching Systems in Teaching and Research," The Innovation Journal: The Public Sector Innovation Journal, Vol. 11, No. 3, p. 2. 2005.
4. ↑  Franzel, p. 8.
5. ↑  ICE, Case studies
6. ↑  Trade and Environment Database (TED), project overview
7. ↑  Akashah, Mey. "Bytes of Note: The Fight and Flight of Environmental Change," Environment: Science and Policy for Sustainable Development. May–June 2010.
8. ↑  James, « A Brief History of Climate Change and Conflict, Bulletin of the Atomic Scientists »
9. ↑  School of International Service (SIS), ICE Search and Scenario Builder.
10. ↑  Franzel, p. 4.